# Oa (fumetto)
Oa è un pianeta immaginario situato al centro esatto dell'Universo DC. Sin dal suo inizio, Oa fu la cittadella planetaria dei Guardiani dell'Universo ed il quartiere generale del Corpo delle Lanterne Verdi.

## Storia
Uno dei più vecchi pianeti dell'Universo, Oa servì da casa e da quartiere generale per una razza di potenti umanoidi blu che si autonominarono Guardiani dell'Universo. I Guardiani amministrarono il Corpo delle Lanterne Verdi, un potente gruppo di ufficiali di polizia universale equipaggiati dai Guardiani di un anello del potere - più una batteria del potere con il quale caricare gli anelli. Secondo la storia "Heart of a Star" nel fumetto Sandman: Endless Night, la stella di Oa è chiamata Sto-Oa (la Luce di Oa) dai bambini che abitano il pianeta. La sua ubicazione fu più volte confermata da numerose affermazioni delle Lanterne Verdi durante gli anni.
La storia di Oa non è chiara; secondo alcune storie, i Guardiani erano originari del pianeta Maltus. Questi Maltusiani evoluti si spostarono più tardi su Oa e si nominarono Oani. Oa divenne così una conveniente base d'operazione. Altre storie invece, confermano l'abitazione dei Guardiani su Oa fin dal principio.
Oa appare come un pianeta deserto e senza vita. La caratteristica principale, infatti, è la città dei Guardiani. Il membro del Corpo delle Lanterne Verdi, Hal Jordan, Lanterna Verde del settore 2814 (che comprende anche la Terra), sotto l'influenza del parassita Parallax, uccise tutti i Guardiani tranne uno e prosciugò la Batteria del Potere centrale della sua energia. Il pianeta fu più tardi distrutto da una battaglia tra Hal Jordan e il suo successore, la Lanterna Verde Kyle Rayner.
Il pianeta venne ricostituito qualche tempo più tardi dall'amico di Hal Jordan, Tom Kalmaku, nel fumetto Legacy: The Last Will and Testament of Hal Jordan. La Batteria del Potere centrale venne poi ricaricata e i Guardiani resuscitati poco dopo da Kyle Rayner dopo che ebbe passato qualche periodo in qualità del quasi-onnipotente Ion.
Dopo l'attacco di Superboy-Prime e la Gilda dei Ragni, i Guardiani fortificarono Oa creando un'armatura planetaria ed un sistema difensivo per prevenire eventuali attacchi contro di loro. La piena capacità dei nuovi sistemi sono tuttora sconosciuti. Tuttavia, non furono sufficienti a prevenire un attacco dei Sinestro Corps, che fu la causa della morte di molte Lanterne Verdi. Dopo questo fatto, il Corpo aumentò le proprie difese. Tuttavia, un Guardiano traditore, Scar, diminuì le difese per massimizzare l'attacco da parte del Corpo delle Lanterne Nere.
Fu rivelato in Crisi Finale: Legion of 3 Worlds che Sodam Yat era l'ultimo Guardiano dell'Universo nel XXXI secolo, mentre Rond Vidar era l'ultima Lanterna Verde rimasta finché non fu assassinato dalla Legione dei Supercriminali di Superboy Prime. Oa giacque in rovina, la Batteria del Potere era distrutta, e gli anelli del Corpo giacevano in piccole montagnole, incapaci di localizzare i propri portatori dopo l'apparente morte di Mogo. Statue d'eredità del Corpo delle Lanterne Verdi, incluse quelle di Hal Jordan, Guy Gardner, Arisia, e Ch'p, furono esposte nella hall dove i Guardiani si incontrarono per la prima volta.

## Il Quartiere Generale del Corpo delle Lanterne Verdi
- Sala Convegni: le Lanterne ricevono i loro compiti e le loro missioni nella sala d'incontro centrale.
- Impianto di Simulazione del Pericolo: tutte le reclute Lanterne Verdi devono sottoporsi ad una serie di test per determinare la loro valenza sul campo. L'Impianto di Simulazione del Pericolo permette allenamenti non letali e sicuri per la massima preparazione delle reclute.
- Mensa: la Mensa può soddisfare ogni bisogno nutrizionale di ogni Lanterna Verde. Lo chef esecutivo, Greet, è specializzato nella ricostruzione di ogni piatto conosciuto nell'universo. Sfortunatamente, riesce con estrema difficoltà a replicare i cibi della Terra.
- Hall dei Grandi Servizi: casa del massiccio Libro di Oa - Libro della Legge e Bibbia del Corpo - la Hall dei Grandi Servizi è una liberia contenente storie e gesta delle più grandi Lanterne Verdi di tutti i tempi. Come suo padre prima di lui, Tomar-Tu recentemente prese posizione come archivista superiore, archiviando ogni racconto non appena arriva.
- Settori delle Case: queste case sicure permettono alle Lanterne di trattenere i criminali mentre aspettano di essere portati nelle celle di Oa. Limitate strutture ricreative sono messe a disposizione delle Lanterne Verdi durante i loro viaggi.
- Celle: le Celle furono costruite per contenere i più malvagi criminali dell'universo. Correntemente vi furono imprigionati Lyssa Drak, Evil Star, Igneous Man, Grayven, e Alexander Nero. Superboy Prime fu l'unico criminale a non essere mai stato incarcerato in una Cella. I Guardiani e il Corpo delle Lanterne Verdi lo mandarono in un campo di contenimento quantico, circondato da un Mangiatore di Soli Rossi e guardato a vista da cinquanta Lanterne Verdi. La Lanterna Verde Voz fu guardiano delle Celle. Nessun carcerato fu riabilitato con successo.
- Sala delle Memorie: un memoriale eretto per le Lanterne Verdi morte durante lo svolgimento del loro dovere. Una Lanterna Verde di nome Morro, e il suo fedele animale da compagnia, ne sono i custodi.

## Il Libro di Oa
Dopo che Tom Kalmaku utilizzò l'anello di Hal Jordan per ricostituire Oa, Kyle Rayner utilizzò il suo potere, nelle vesti di Ion, per resuscitare i Guardiani. A quel punto anche il Libro di Oa fu restaurato.
Il Capitolo Priobito del Libro racconta la profezia della Notte più Oscura, la distruzione finale del Corpo delle Lanterne Verdi per mano dei loro più grandi nemici come fu raccontato ad Abin Sur dai demoni di Ysmault.
Quando viene reclutata, ci si aspetta che una Lanterna Verde sostenga determinati principi del suo dovere. Questi principi includono:
1. La protezione della Libertà e della Vita all'interno del Settore assegnato.
2. Seguire gli Ordini dei Guardiani senza discutere.
3. Non interferire con la cultura di un pianeta, con la sua struttura politica, o con la volontà collettiva della sua popolazione.
4. Agire secondo le leggi locali e obbedire alle autorità locali entro i limiti. (Presumibilmente, gli Ordini dei Guardiani possono superare le leggi di un pianeta quando necessario).
5. Non agire contro niente e nessuno finché non si prova essere una minaccia contro la Vita e la Libertà.
6. Rifiutare di utilizzare l'equipaggiamento, le risorse o l'autorità del Corpo per scopi personali.
7. Mostrare rispetto e cooperare con gli altri membri del Corpo e i Guardiani.
8. Mostrare rispetto per la Vita, cui include la restrizione della forza a meno che non sia strettamente necessario.
9. Dare priorità assoluta alla minaccia più grande del settore assegnato.
10. Sostenere l'Onore del Corpo.

Il Libro di Oa fu designato senza limiti dopo essere stato riscritto dai Guardiani dell'Universo per includere 10 nuove leggi, di cui solo le prime quattro furono rese note. Il loro testo è il seguente.
1. La Forza Letale è autorizzata nei confronti del Sinestro Corps.
2. La Forza Letale è autorizzata contro tutti nemici del Corpo delle Lanterne Verdi.
3. Le relazioni fisiche e l'amore tra Lanterne Verdi sono vietati all'interno del Corpo.
4. Il Sistema Vega non è più al di fuori della Giurisdizione del Corpo delle Lanterne Verdi.

Quando le nuove leggi furono scritte, si scoprì che il Libro fu scritto in Interlac, che è il linguaggio galattico universale utilizzato dai Pianeti Uniti e dalla Legione dei Supereroi del XXX e XXXI secolo.
Per far rispettare questi principi, i Guardiani monitorizzano da vicino tutte le Lanterne Verdi. Se scoprono dell'avvenuta violazione del Regolamento del Corpo, convocano direttamente l'interessato su Oa e lo sottopongono ad un processo in cui le accuse vengono lette e la lanterna in causa non può spiegare le sue azioni. Se i Guardiani non sono soddisfatti dalle spiegazioni, hanno un numero di opzioni disciplinari che includono:
- Libertà Vigilata.
- Supervisione personale da parte dei Guardiani.
- Esilio temporaneo dal Mondo delle Lanterne.
- Prova Rituale di Resistenza - Una Lanterna deve tentare un passaggio pericoloso attraverso l'universo anti-materiale.
- Espulsione dal Corpo.
- Dovere Prime - Quando Superboy-Prime era un prigioniero Oano, fargli la guardia era una punizione.